# Can-Am sezona 1969
Can-Am sezona 1969 je bila četrta sezona serije Can-Am, ki je potekala med 1. junijem in 9. novembrom 1969. 

## Spored dirk
| Št | Dirka                          | Dirkališče                      | Datum         |
| -- | ------------------------------ | ------------------------------- | ------------- |
| 1  | Labatt's Blue Trophy           | Mosport Park                    | 1. junij      |
| 2  | Labatt's 50                    | Circuit Mont-Tremblant          | 15. junij     |
| 3  | Watkins Glen Can-Am            | Watkins Glen International      | 13. julij     |
| 4  | Klondike 200                   | Edmonton Speedway Park          | 27. julij     |
| 5  | Buckeye Can-Am                 | Mid-Ohio Sports Car Course      | 17. avgust    |
| 6  | Road America Can-Am            | Road America                    | 31. avgust    |
| 7  | Bridgehampton Grand Prix       | Bridgehampton Racing Circuit    | 14. september |
| 8  | Michigan International Can-Am  | Michigan International Speedway | 28. september |
| 9  | Monterey Castrol Grand Prix    | Laguna Seca Raceway             | 12. oktober   |
| 10 | Los Angeles Times Grand Prix   | Riverside International Raceway | 26. oktober   |
| 11 | Texas International Grand Prix | Texas World Speedway            | 9. november   |

## Rezultati
| Št | Dirkališče     | Zmag. moštvo    | Poročilo |
| Št | Dirkališče     | Zmag. dirkač    | Poročilo |
| -- | -------------- | --------------- | -------- |
| 1  | Mosport        | #4 McLaren Cars | Poročilo |
| 1  | Mosport        | Bruce McLaren   | Poročilo |
| 2  | Mont-Tremblant | #5 McLaren Cars | Poročilo |
| 2  | Mont-Tremblant | Denny Hulme     | Poročilo |
| 3  | Watkins Glen   | #4 McLaren Cars | Poročilo |
| 3  | Watkins Glen   | Bruce McLaren   | Poročilo |
| 4  | Edmonton       | #5 McLaren Cars | Poročilo |
| 4  | Edmonton       | Denny Hulme     | Poročilo |
| 5  | Mid-Ohio       | #5 McLaren Cars | Poročilo |
| 5  | Mid-Ohio       | Denny Hulme     | Poročilo |
| 6  | Road America   | #4 McLaren Cars | Poročilo |
| 6  | Road America   | Bruce McLaren   | Poročilo |
| 7  | Bridgehampton  | #5 McLaren Cars | Poročilo |
| 7  | Bridgehampton  | Denny Hulme     | Poročilo |
| 8  | Michigan       | #4 McLaren Cars | Poročilo |
| 8  | Michigan       | Bruce McLaren   | Poročilo |
| 9  | Laguna Seca    | #4 McLaren Cars | Poročilo |
| 9  | Laguna Seca    | Bruce McLaren   | Poročilo |
| 10 | Riverside      | #5 McLaren Cars | Poročilo |
| 10 | Riverside      | Denny Hulme     | Poročilo |
| 11 | Texas          | #4 McLaren Cars | Poročilo |
| 11 | Texas          | Bruce McLaren   | Poročilo |

## Dirkaško prvenstvo
Prva šesterica dirkačev dobi prvenstvene točke po sistemu: 9-6-4-3-2-1.
| Poz | Dirkač                | Moštvo                                        | Dirkalnik                             | Motor                     | 1.   | 2. | 3. | 4. | 5. | 6. | 7. | 8. | 9. | 10. | 11. | Skupaj |
| --- | --------------------- | --------------------------------------------- | ------------------------------------- | ------------------------- | ---- | -- | -- | -- | -- | -- | -- | -- | -- | --- | --- | ------ |
| 1   | Bruce McLaren         | McLaren Cars                                  | McLaren M8B                           | Chevrolet                 | 20   | 15 | 20 |    | 15 | 20 | 15 | 20 | 20 |     | 20  | 165    |
| 2   | Denny Hulme           | McLaren Cars                                  | McLaren M8B                           | Chevrolet                 | (15) | 20 | 15 | 20 | 20 | 15 | 20 | 15 | 15 | 20  |     | 160    |
| 3   | Chuck Parsons         | Carl A. Haas Racing Team                      | Lola T162 Lola T163                   | Chevrolet                 | 8    | 12 | 8  |    |    | 12 | 4  | 6  | 12 | 15  | 8   | 85     |
| 4   | Jo Siffert            | Porsche-Audi                                  | Porsche 908/02 Porsche 917PA          | Porsche                   |      |    | 6  |    | 10 |    | 12 | 10 | 8  |     | 10  | 56     |
| 5   | George Eaton          | George Eaton Racing                           | McLaren M12                           | Chevrolet                 | 2    | 4  | 10 | 12 | 6  |    |    | 3  |    |     | 15  | 52     |
| 6   | Chris Amon            | Chris Amon McLaren Cars Formula 1 Enterprises | Ferrari 612P McLaren M8B Ferrari 712P | Ferrari Chevrolet Ferrari |      |    | 12 | 15 | 12 |    |    |    |    |     |     | 39     |
| 7   | Lothar Motschenbacher | Motschenbacher Racing                         | McLaren M12                           | Chevrolet                 |      | 10 |    |    |    | 6  | 10 |    | 3  |     | 6   | 35     |
| 8   | Tony Dean             | Porsche-Audi                                  | Porsche 908/02                        | Porsche                   |      |    | 2  |    | 3  | 8  | 6  | 4  | 4  | 4   | 3   | 34     |
| 9   | John Surtees          | Chaparral Cars Inc.                           | McLaren M12 Chaparral 2H              | Chevrolet                 | 12   |    |    | 10 | 8  |    |    |    |    |     |     | 30     |
| 10  | John Cordts           | McCaig Racing Young American Racers           | McLaren M6B                           | Chevrolet Ford            | 10   | 8  |    |    |    |    |    |    | 6  |     |     | 24     |
| 11= | Dan Gurney            | All American Racers McLaren Cars              | McLaren M6B McLaren M8B               | Ford Chevrolet            |      |    |    |    |    |    |    | 12 |    | 10  |     | 22     |
| 11= | Mario Andretti        | Holman & Moody                                | McLaren M6B                           | Ford                      |      |    |    |    |    |    |    |    | 10 | 12  |     | 22     |
| 13  | Peter Revson          | Agapiou Brothers Robbins-Jeffries Racing      | Ford G7A Lola T163                    | Ford Chevrolet            |      |    |    |    | 4  | 10 |    |    |    | 8   |     | 22     |
| 14  | Dick Brown            | Ecurie Green                                  | McLaren M6B                           | Chevrolet                 |      |    |    |    | 2  | 4  | 3  |    | 1  | 3   |     | 13     |
| 15  | Jack Brabham          | Agapiou Brothers Alan Mann Racing             | Ford G7A Open Sports                  | Ford                      |      |    |    |    |    |    |    |    |    |     | 12  | 12     |
| 16= | Tom Dutton            | Dutton Racing                                 | Lola T70 Mk.3B                        | Chevrolet                 |      | 1  |    | 8  |    |    |    |    |    |     |     | 9      |
| 16= | Pedro Rodríguez       | Matra of France North American Racing Team    | Matra MS630/650 Ferrari 312P          | Matra Ferrari             |      |    | 1  |    |    |    | 8  |    |    |     |     | 9      |
| 18  | Leonard Janke         | Leonard Janke                                 | McLaren M1C Lola T160                 | Chevrolet                 | 1    |    |    | 4  |    |    | 2  |    |    |     | 2   | 9      |
| 19  | Andrea de Adamich     | Chaparral Cars Inc.                           | McLaren M12                           | Chevrolet                 |      |    |    |    |    |    |    | 8  |    |     |     | 8      |
| 20  | Jacques Couture       | Ecurie Soucy Racing                           | McLaren M1B                           | Chevrolet                 | 6    | 2  |    |    |    |    |    |    |    |     |     | 8      |
| 21  | Kris Harrison         | Ecurie Canada 1969                            | McLaren M1C                           | Chevrolet                 |      |    |    | 6  |    | 1  | 1  |    |    |     |     | 8      |
| 22  | Gary Wilson           | Wilson Racing                                 | Lola T163                             | Chevrolet                 |      |    |    |    | 1  |    |    |    |    | 6   |     | 7      |
| 23  | Oscar Koveleski       | Auto-World, Inc.                              | McLaren M6B                           | Chevrolet                 | 4    |    |    |    |    | 3  |    |    |    |     |     | 7      |
| 24  | Fred Baker            | Fred Baker                                    | McLaren M6B Lola T16                  | Chevrolet                 |      | 6  |    |    |    |    |    |    |    |     |     | 6      |
| 25  | Dave Causey           | Dave Causey                                   | McLaren M6A                           | Chevrolet                 |      |    |    |    |    |    |    | 2  |    |     | 4   | 6      |
| 26  | Richard Galloway      | R.B. Galloway                                 | McLaren M6B                           | Chevrolet                 | 3    |    |    |    |    |    |    |    | 2  |     |     | 5      |
| 27  | Jo Bonnier            | Scuderia Filipinetti                          | Lola T70 Mk.3B                        | Chevrolet                 |      |    | 4  |    |    |    |    |    |    |     |     | 4      |
| 28= | Joe Leonard           | Salyer Racing                                 | McKee Mk.10 McKee Mk.14               | Oldsmobile                |      | 3  |    |    |    |    |    |    |    |     |     | 3      |
| 28= | Johnny Servoz-Gavin   | Matra of France                               | Matra MS650                           | Matra                     |      |    | 3  |    |    |    |    |    |    |     |     | 3      |
| 30  | Roger McCaig          | McCaig Racing                                 | McLaren M6B                           | Chevrolet                 |      |    |    |    |    |    |    |    |    | 2   | 1   | 3      |
| 31  | Brooke Doran          | Marshall Brooke Doran                         | Lola T160                             | Chevrolet                 |      |    |    |    |    | 2  |    |    |    |     |     | 2      |
| 32= | David Hobbs           | Young American Racers                         | McLaren M6B                           | Ford                      |      |    |    |    |    |    |    | 1  |    |     |     | 1      |
| 32= | Spencer Stoddard      | Northwest American Racing                     | McLaren M1C                           | Chevrolet                 |      |    |    |    |    |    |    |    |    | 1   |     | 1      |